# Antichthonidris bidentatus
Antichthonidris bidentatus és una espècie de formiga de la subfamília dels mirmicins (Myrmicinae) endèmica de l'Argentina i de Xile.